# Зиари
Зиари (груз. ზიარი) — село в Грузии. Находится в Гурджаанском муниципалитете края Кахетия. Высота над уровнем моря составляет 820 метров. Население — 44 человек (2014).